# Tonje Brenna
Tonje Brenna (født 21. oktober 1987) er en  norsk politiker fra Arbeiderpartiet fra Jessheim i  Viken. Hun er fra oktober 2023 Norges arbejds- og inkluderingsminister i Jonas Gahr Støres regering, og før dette var hun undervisningsminister i samme regering fra oktober 2021. Hun var fylkesrådsleder i Viken fylke 2020–2021.
Hun overlevede terroraktion på Utøya den 22. juli 2011.